# ВЛВ-резолюція
ВЛВ-резолю́ція (вибіркова лінійна резолюція з визначеними твердженнями), SLD-резолю́ція (англ. SLD-resolution, Selective Linear Definite clause resolution) — це елементарне правило висновування, що застосовується в логічному програмуванні. Воно є вдосконаленням резолюції, що є як правильним, так і спростувально повним для диз'юнктів Горна.

## Правило висновування ВЛВ
Маючи цільове твердження
{\displaystyle \neg L_{1}\lor \cdots \lor \neg L_{i}\lor \cdots \lor \neg L_{n}}
з обраним літералом {\displaystyle \neg L_{i}}, та вхідне визначене твердження
{\displaystyle L\lor \neg K_{1}\lor \cdots \lor \neg K_{m}}
чий ствердний літерал (атом) {\displaystyle L\,} уніфікується з атомом {\displaystyle L_{i}\,} обраного літералу {\displaystyle \neg L_{i}\,}, ВЛВ-резолюція виводить інше цільове твердження, в якому обраний літерал замінюється заперечними літералами вхідного твердження, та застосовується уніфікувальне підставлення {\displaystyle \theta \,}:
{\displaystyle (\neg L_{1}\lor \cdots \lor \neg K_{1}\lor \cdots \lor \neg K_{m}\ \lor \cdots \lor \neg L_{n})\theta }
В найпростішому випадку, в логіці висловлень, атоми {\displaystyle L_{i}\,} та {\displaystyle L\,} є ідентичними, й уніфікувальне підставлення {\displaystyle \theta \,} є виродженим. Проте в загальнішому випадку уніфікувальне підставлення потрібне, щоби зробити ці два літерали ідентичними.

## Походження назви «ВЛВ»
Назву «ВЛВ-резолюція» (англ. SLD-resolution) було дано Мартеном ван Емденом (англ. Maarten van Emden) безіменному правилу висновування, запропонованому Робертом Ковальським. Його назва походить від ВЛ-резолюції (англ. SL-resolution), що є як правильною, так і повною для необмеженої твердженневої форми логіки. «ВЛВ» відповідає «ВЛ-резолюції з визначеними твердженнями» (англ. SL resolution with Definite clauses).
Як у ВЛ, так і в ВЛВ, «Л» вказує на той факт, що доведення резолюції може бути обмежене лінійною (англ. linear) послідовністю тверджень:
{\displaystyle C_{1},C_{2},\cdots ,C_{l}}
де «верхнє твердження» {\displaystyle C_{1}\,} є вхідним твердженням, а кожне інше твердження {\displaystyle C_{i+1}\,} є резольвентою, чиї батьки є попереднім твердженням {\displaystyle C_{i}\,}. Доведення є спростуванням, якщо останнє твердження {\displaystyle C_{l}\,} є порожнім твердженням.
У ВЛВ всі твердження в послідовності є цільовими твердженнями, й інше батьківське твердження є вхідним твердженням. У ВЛ-резолюції інше батьківське є або вхідним твердженням, або предковим твердженням раніше в послідовності.
Як у ВЛ, так і в ВЛВ перше «В» вказує на той факт, що єдиним літералом, що розкладається у твердженні {\displaystyle C_{i}\,}, є той, який однозначно обрано правилом вибору (англ. selection rule) або функцією вибору (англ. selection function). У ВЛ-резолюції літерал, що обирається, обмежено тими, що безпосередньо перед цим було введено до твердження. В найпростішому випадку таку функцію вибору останнім-увійшов-першим-вийшов може бути визначено порядком запису літералів, як у Пролозі. Проте у ВЛВ-резолюції функція вибору є загальнішою, ніж у ВЛ-резолюції та в Пролозі. Тут немає обмеження на вибір літералу.

## Обчислювальна інтерпретація ВЛВ-резолюції
В логіці тверджень ВЛВ-спростування показує, що вхідний набір тверджень є нездійсненним. Проте в логічному програмуванні ВЛВ-спростування має також і обчислювальну інтерпретацію. Верхнє твердження {\displaystyle \neg L_{1}\lor \cdots \lor \neg L_{i}\lor \cdots \lor \neg L_{n}} може бути інтерпретовано як заперечення кон'юнкції підцілей {\displaystyle L_{1}\land \cdots \land L_{i}\land \cdots \land L_{n}}. Виведення твердження {\displaystyle C_{i+1}\,} з {\displaystyle C_{i}\,} є виведенням засобами зворотного виводу нового набору підцілей із застосуванням вхідного твердження як процедури скорочення цілей. Уніфікувальне підставлення {\displaystyle \theta \,} передає як вхід з вибраної підцілі до тіла процедури, так і одночасно вихід з голови процедури до решти невибраних підцілей. Порожнє твердження є просто порожнім набором підцілей, що сигналізує про те, що початкову кон'юнкцію підцілей з верхнього твердження розв'язано.

## Стратегії ВЛВ-резолюції
ВЛВ-резолюція неявно визначає дерево пошуку альтернативних обчислень, в якому початкове цільове твердження пов'язується з коренем дерева. Для кожного вузла в цьому дереві, та для кожного визначеного твердження в програмі, чиї ствердні літерали уніфікуються з обраним літералом у цільовому твердженні, пов'язаному з цим вузлом, існує дочірній вузол, пов'язаний з цільовим твердженням, отриманим ВЛВ-резолюцією.
Листовий вузол, що не має дочірніх, є вузлом успіху, якщо пов'язане з ним цільове твердження є порожнім твердженням. Він є вузлом відмови, якщо пов'язане з ним цільове твердження є непорожнім, але його обраний літерал не уніфікується зі ствердним літералом жодного вхідного твердження.
ВЛВ-резолюція є не детерміністською в тому сенсі, що вона не визначає стратегію пошуку для дослідження дерева пошуку. Пролог шукає деревом в глибину, по одній гілці в кожен момент часу, застосовуючи вертання, коли стикається з вузлом відмови. Пошук в глибину є дуже ефективним в його споживанні обчислювальних ресурсів, але він є неповним, якщо простір пошуку містить нескінченні гілки, й стратегія пошуку віддає перевагу пошуку ними перед скінченними гілками: обчислювання не завершується. Можливими є також й інші стратегії пошуку, включно з пошуком в ширину, за першим найкращим та методом гілок і меж. Більше того, пошук може здійснюватися послідовно, одним вузлом в кожен момент часу, або паралельно, багатьма вузлами одночасно.
ВЛВ-резолюція також є не детерміністською в тому згаданому раніше сенсі, що правило вибору визначається не правилом висновування, а окремою процедурою ухвалення рішення, що може бути чутливою до динаміки процесу виконання програми.
Простір пошуку ВЛВ-резолюції є деревом або, в якому різні гілки представляють альтернативні обчислення. У випадку програм логіки висловлень ВЛВ може бути узагальнено так, що простір пошуку стає деревом та–або, чиї вузли позначено єдиним літералами, що представляють підцілі, й вузли з'єднано або кон'юнкцією, або диз'юнкцією. В загальному випадку, коли з'єднані підцілі мають спільні змінні, представлення деревом та-або є складнішим.

## Приклад
Для заданої логічної програми
 q :- p 
p
та мети верхнього рівня
q
простір пошуку складається з єдиної гілки, в якій q зводиться до p, яке зводиться до порожнього набору підцілей, сигналізуючи про успішне обчислення. В даному випадку програма є настільки простою, що для функції вибору немає ніякої ролі, і немає потреби в жодному пошуку.
В логіці тверджень ця програма представляється набором тверджень
{\displaystyle q\lor \neg p}
{\displaystyle p\,}
а ціль верхнього рівня представляється цільовим твердженням з єдиним заперечним літералом
{\displaystyle \neg q}
Простір пошуку складається з єдиного спростування
{\displaystyle \neg q,\neg p,{\mathit {false}}}
де {\displaystyle {\mathit {false}}\,} представляє порожнє твердження.
Якщо до програми додається наступне твердження
 q :- r 
то в просторі пошуку буде додаткова гілка, чий листовий вузол r є вузлом відмови. В Пролозі, якщо це твердження буде додано на початку оригінальної програми, то для визначення порядку, в якому досліджуватимуться гілки простору пошуку, Пролог використовуватиме порядок, в якому записано твердження. Пролог спробує цю нову гілку першою, зіткнеться з відмовою, потім повернеться до дослідження єдиної гілки оригінальної програми, і досягне успіху.
Якщо тепер до програми буде додано твердження
 p :- p 
то дерево пошуку міститиме нескінченну гілку. Якщо це твердження буде спробувано першим, то Пролог увійде до нескінченного циклу, й не знайде успішної гілки.

## ВЛВЗВ
ВЛВЗВ (англ. SLDNF) є розширенням ВЛВ-резолюції для поводження із запереченням як відмовою (англ. negation as failure). У ВЛВЗВ цільові твердження можуть містити літерали заперечення як відмови, скажімо, у вигляді {\displaystyle not(p)\,}, що можуть обиратися лише тоді, коли вони не містять змінних. Коли обирається такий літерал без змінних, то піддоведення (або підобчислення) намагається визначити, чи існує ВЛВЗВ-спростування, що починається з відповідного не запереченого літералу {\displaystyle p\,} як верхнього твердження. Вибрана підціль {\displaystyle not(p)\,} досягає успіху, якщо піддоведення відмовляє, і відмовляє, якщо піддоведення досягає успіху.

## Виноски
1. ↑  Robert Kowalski Predicate Logic as a Programming Language [Архівовано 7 лютого 2016 у Wayback Machine.] Memo 70, Department of Artificial Intelligence, Edinburgh University. 1973. Також у Proceedings IFIP Congress, Stockholm, North Holland Publishing Co., 1974, pp. 569—574. (англ.)
2. ↑  Robert Kowalski and Donald Kuehner, Linear Resolution with Selection Function [Архівовано 23 вересня 2015 у Wayback Machine.] Artificial Intelligence, Vol. 2, 1971, pp. 227-60. (англ.)
3. ↑  Krzysztof Apt and Maarten van Emden, Contributions to the Theory of Logic Programming, Journal of the Association for Computing Machinery. Vol, 1982 — portal.acm.org [Архівовано 3 червня 2011 у Wayback Machine.] (англ.)